# Ріва (Во)
Ріва (фр. Rivaz) — громада  в Швейцарії в кантоні Во, округ Лаво-Орон.

## Географія
Громада розташована на відстані близько 75 км на південний захід від Берна, 13 км на південний схід від Лозанни.
Ріва має площу 0,3 км², з яких на 27,6% дозволяється будівництво (житлове та будівництво доріг), 72,4% використовуються в сільськогосподарських цілях, 0% зайнято лісами, 0% не є продуктивними (річки, льодовики або гори).

## Демографія
2019 року в громаді мешкало 342 особи (-3,7% порівняно з 2010 роком), іноземців було 17%. Густота населення становила 1103 осіб/км².
За віковим діапазоном населення розподілялося таким чином: 17,3% — особи молодші 20 років, 62% — особи у віці 20—64 років, 20,8% — особи у віці 65 років та старші. Було 155 помешкань (у середньому 2,2 особи в помешканні).
Із загальної кількості 129 працюючих 90 було зайнятих в первинному секторі, 6 — в обробній промисловості, 33 — в галузі послуг.